# Силантьев, Михаил Васильевич
Михаил Васильевич Силантьев (1918—1943) — лейтенант Рабоче-крестьянской Красной Армии, участник Великой Отечественной войны, Герой Советского Союза (1944).

## Биография
Михаил Силантьев родился 18 ноября 1918 года в деревне Новая (ныне — Цивильский район Чувашии). После окончания семи классов школы работал трактористом. В 1939 году Силантьев был призван на службу в Рабоче-крестьянскую Красную армию. Участвовал в боях советско-финской войны. В 1942 году Силантьев окончил Ульяновское танковое училище. С апреля того же года — на фронтах Великой Отечественной войны. В боях два раза был ранен.
К июлю 1943 года лейтенант Михаил Силантьев командовал ротой средних танков 33-й танковой бригады 7-го гвардейского механизированного корпуса, 3-й гвардейской танковой армии Брянского фронта. Отличился во время Курской битвы. Рота Силантьева прорвала немецкую оборону в районе посёлка Доброводский Орловской области, нанеся противнику большие потери. 23 июля 1943 года в бою за железнодорожную станцию Золотарёво Залегощенского района экипаж Силантьева уничтожил 1 броневик, батарею противотанковых артиллерийских орудий и более 100 солдат и офицеров противника. В том бою Силантьев получил тяжёлые ранения, от которых скончался два дня спустя.
Похоронен в селе Среднее Верховского района Орловской области.
Указом Президиума Верховного Совета СССР «О присвоении звания Героя Советского Союза генералам, офицерскому, сержантскому и рядовому составу Красной Армии» от 15 января 1944 года за «образцовое выполнение боевых заданий командования на фронте борьбы с немецкими захватчиками и проявленными при этом отвагу и геройство» лейтенант Михаил Силантьев посмертно был удостоен высокого звания Героя Советского Союза. Также был награждён орденами Ленина и медалью.
Память
В честь Силантьева названы улицы в городе Цивильске и деревне Новой, а также школа в Цивильске.